# Лізіньяго
Лізіньяго, Лізіньяґо (італ. Lisignago) — колишній муніципалітет в Італії, у регіоні Трентіно-Альто-Адідже,  провінція Тренто. З 1 січня 2016 року Лізіньяго є частиною новоствореного муніципалітету Чембра-Лізіньяго.
Лізіньяго розташоване на відстані близько 490 км на північ від Рима, 13 км на північний схід від Тренто.
Населення — 552 особи (2014).
Щорічний фестиваль відбувається 3 лютого. Покровитель — святий Власій.

## Демографія
Населення за роками:

Станом на 31 грудня 2014 року в муніципалітеті офіційно проживав 31 іноземець з 8 країн, серед них 2 громадяни країн Євросоюзу та 5 громадян України.

## Сусідні муніципалітети
- Альб'яно
- Чембра
- Джово